# AMPT
L'alfa-metil-p-tirosina (AMPT) è un inibitore dell'enzima tirosina idrossilasi. L'alfa-metil-p-tirosina (AMPT) è un farmaco non endogeno coinvolto nella via biosintetica della catecolamina.
L'AMPT inibisce la tirosina idrossilasi la cui attività enzimatica è regolata attraverso la fosforilazione di diversi siti di dominio normativo sui residui di serina. La biosintesi della catecolamina inizia con la tirosina alimentare, che è idrossilata dall'enzima tirosina idrossilasi. Si ipotizza che l'AMPT sia in competizione nel sito di legame con la tirosina, causando l'inibizione della tirosina idrossilasi.
È stato usato nel trattamento del feocromocitoma. È stato dimostrato che inibisce la produzione di melanina.